# Hino do estado do Rio de Janeiro
O Hino do Estado do Rio de Janeiro, intitulado Hino 15 de Novembro, foi composto em 1889 pelo maestro da banda da Força Militar do Estado do Rio de Janeiro (atual Polícia Militar) João Elias da Cunha (1850-1918) e oferecido ao primeiro Governador após da proclamação da República, Dr. Francisco Portela, por ele. A letra do hino é do poeta fluminense Antônio José Soares de Souza Júnior. Foi instituído como hino oficial em 29 de dezembro do mesmo ano.
Não confundir com "Cidade Maravilhosa", Hino da cidade do Rio de Janeiro, nem com o Hino composto por ocasião do IV Centenário da capital fluminense.

## Compositores do Hino 15 de Novembro

### João Elias da Cunha
O maestro João Elias da Cunha (1844-1916) nasceu no Rio de Janeiro em 1844. Foi reformado no posto de tenente da Polícia Militar, da qual, em 1878, foi o organizador da Banda de Música. Com a capacidade incrível de improvisação, compôs centenas de músicas. Algumas quadrilhas fizeram moda no carnaval carioca. Também foi herói da Guerra do Paraguai (1864-1870). Recebeu a "medalha de Bravura", por sua participação na Batalha do Avaí (11 de dezembro de 1868), que foi tema de uma sinfonia de sua autoria, em 1880.  Faleceu em 1916.

### Antônio José Soares de Souza Júnior
O poeta fluminense Antônio José Soares de Souza Júnior (1851-1893) nasceu em Paraíba do Sul, no Estado do Rio de Janeiro, em 07 de abril de 1851. Fundou o jornal O Agricultor em sua terra natal. Fez parte da redação do jornal A República e colaborou em A Semana, de Valentim Magalhães, e A Vida Moderna, de Artur Azevedo e Luiz Murat, em que publicou diversos contos infantis. Engenheiro, jornalista, teatrólogo, poeta e prosador, escreveu contos, obras teatrais, crônicas, poesias. Admirador das obras do poeta, dramaturgo e ator inglês, William Shakespeare (1564-1616). Soares de Souza Júnior, faleceu no Rio de Janeiro, a 05 de fevereiro de 1893, tendo sido escolhido para patrono da cadeira n°42 da AFL (Academia Fluminense de Letras).

## História
Este hino recebeu o título de Hino 15 de Novembro, pois foi composto pelo maestro João Elias da Cunha (1850-1918), em 1889, ano da Proclamação da República; a letra é do poeta fluminense Antônio José Soares de Souza Júnior.
O hino foi oferecido ao primeiro governador do Estado do Rio de Janeiro, Francisco Portela (1833-1913). Ao se tornar o Brasil uma República, em 15 de Novembro de 1889, cada uma das províncias existentes formou um Estado; portanto, a província do Rio de Janeiro passou a Estado do Rio de Janeiro, e a cidade, o Distrito Federal, que continuou a ser a Capital da União, até 1960.
Este hino foi oficializado em 29 de dezembro de 1889. O maestro César Guerra-Peixe (1914-1993) o adaptou para o canto coral.